# Robinho
Robson de Souza (São Vicente, 25 de janeiro de 1984), mais conhecido como Robinho, é um ex-futebolista brasileiro que atuava como atacante.
Em 1997, com apenas 12 anos de idade e enquanto jogava nas categorias de base do Santos, foi escolhido pela lenda brasileira Pelé como seu herdeiro aparente.[carece de fontes?] Já em 2002, aos 18 anos de idade e no seu primeiro ano como profissional, o atacante levou o Peixe ao seu primeiro título do Campeonato Brasileiro desde que o próprio Pelé jogou pelo clube. Em seguida, Robinho conquistou um segundo título nacional com o Santos, mais dois com o espanhol Real Madrid e o título da Série A italiana em sua primeira temporada no Milan. Em nível internacional, conquistou um título da Copa América e duas Copas das Confederações com a Seleção Brasileira, além de ter disputado duas Copas do Mundo da FIFA.
Em 2017, um tribunal italiano condenou Robinho por agressão sexual no estupro coletivo de uma mulher em uma boate de Milão em 2013. Esta condenação foi confirmada pelo Tribunal de Recurso de Milão e posteriormente confirmada pelo Tribunal Superior da Itália em janeiro de 2022. O pedido de extradição da Itália foi rejeitado pelo Brasil, pois a Constituição brasileira não permite a extradição de cidadãos brasileiros. Em março de 2024, Robinho começou a cumprir sua pena de nove anos de prisão pela condenação no Brasil.

## Carreira

### Início
Em uma de suas brincadeiras, Robinho despertou a atenção de um olheiro de um clube de futsal da Baixada Santista, o Beira-Mar. Robinho e sua família gostaram e aceitaram o convite e, no futsal, o já hábil Robinho, com tão pouca idade, ainda muito esguio, desenvolveu ainda mais seu controle de bola. Alguns anos depois, Robinho saiu do Beira-Mar, em São Vicente, e foi para outro clube, já em Santos, o Portuários, onde continuou se destacando por sua extrema habilidade. Pouco tempo depois, viu surgir uma oportunidade no futsal do Santos. Depois de um ano no futsal do Peixe, Robinho fez um teste na equipe infantil de futebol do campo em 1996, sendo aprovado; assim, o jogador trocou a quadra pelos gramados da Vila Belmiro. Era o início de uma carreira vitoriosa no futebol brasileiro.[carece de fontes?]

### Santos
O jovem Robinho teve sua primeira chance no time profissional do Santos no Torneio Rio-São Paulo de 2002. Como o time teve resultados ruins, o técnico responsável por lançar o atacante, Celso Roth, foi substituído por Emerson Leão. Com Leão no comando do time, jovens como Robinho, Diego, Leo, Elano, Renato, Alex, André Luís e Maurinho, mesclados com jogadores mais experimentados como Paulo Almeida, se mostraram peças fundamentais para o funcionamento do time que conquistou o Campeonato Brasileiro. A estreia de Robinho como profissional foi no dia 24 de março, contra o Guarani, com uma vitória santista por 2–0.
Robinho assumiu de vez a titularidade no Torneio Rio-São Paulo, e já no torneio seguinte, o Campeonato Brasileiro, formou uma grande parceria com Diego. A dupla ajudou a levar o clube ao título do Brasileirão, tirando o Santos de um jejum que já durava 18 anos, desde a conquista do Campeonato Paulista de 1984. Na final contra o rival Corinthians, Robinho teve grande atuação no jogo de volta, realizado no dia 15 de dezembro. Sempre habilidoso, o atacante ficou marcado por um lance em que deu sete pedaladas pra cima do lateral-direito Rogério.
Em 2003, no entanto, teve uma temporada abaixo do que era esperado, pois o Peixe chegou na final da Libertadores, mas perdeu para o Boca Juniors. O atacante explodiu de vez em 2004, marcando 21 gols em 36 partidas no Campeonato Brasileiro, sagrando-se campeão e recebendo a Bola de Ouro. Apesar do sucesso nos gramados, viveu um drama pessoal no final do ano: sua mãe, Marina da Silva Souza, foi sequestrada em novembro e libertada um mês depois.
Após sua saída do Santos, seu nome foi empregado em um dos campos do CT Meninos da Vila, local onde atuam as categorias de base do Peixe. O jogador também dá nome à antiga sede social do Beira-Mar, em São Vicente, onde hoje há um centro esportivo público municipal.[carece de fontes?]

### Real Madrid
Em 30 de julho de 2005, após uma tumultuada transferência, assinou por cinco anos com o Real Madrid. Marcou seu primeiro gol pelo clube no dia 22 de setembro, na vitória por 3–1 contra  o Athletic Bilbao, válida pela La Liga. O atacante voltou a balançar as redes no dia 29 de outubro, na vitória por 2–0 contra o Betis.
Na temporada 2006–07, sob o comando do técnico Fabio Capello, apesar de ser deixado no banco de reservas em algumas ocasiões devido à grande concorrência no ataque, atuou em 43 partidas no total. Teve boas atuações e ajudou o time a conquistar a La Liga de 2006–07 e 2007–08, temporada em que, com a chegada do novo técnico Bernd Schuster, assumiu a titularidade em definitivo e foi um dos principais responsáveis pelo bom momento do time.[carece de fontes?]
Logo depois, o atacante Robinho acaba entrando em conflito com o treinador alemão Bernd Schuster. Então o jogador na tentativa de forçar a sua saída do Real Madrid, para transferir-se para o Chelsea, acabou convocando uma coletiva de imprensa para manifestar publicamente o seu desejo de sair da equipe espanhola para atuar no clube londrino. No entanto, acabou se transferindo para outro clube inglês – o Manchester City.

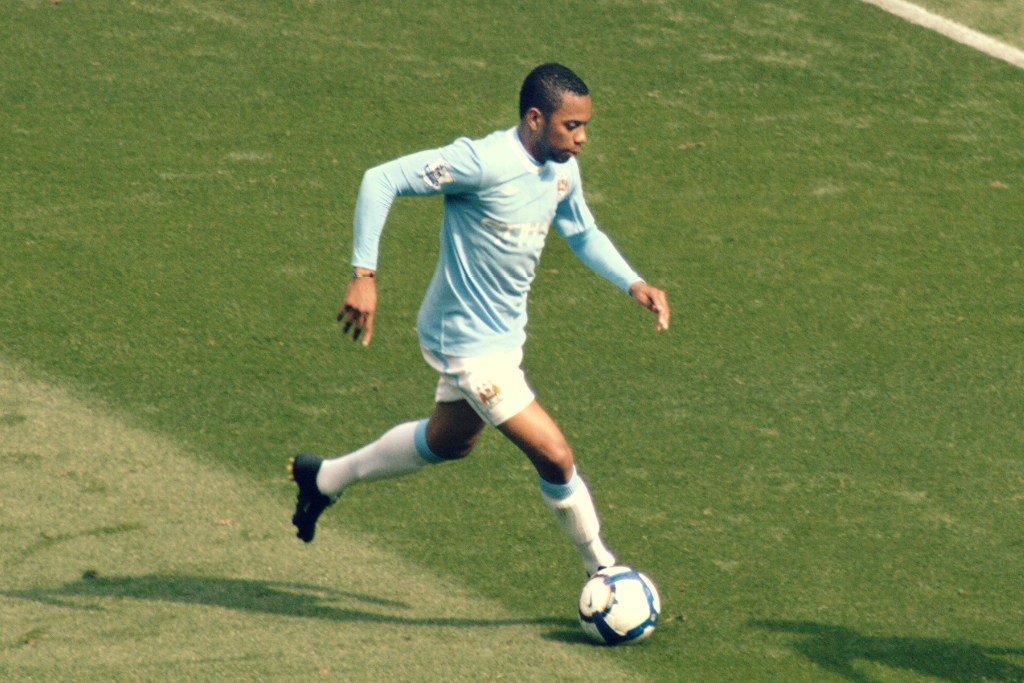
Robinho pelo Manchester City em agosto de 2009

### Manchester City
Foi anunciado como novo reforço do Manchester City no dia 1 de setembro de 2008, por 40 milhões de euros (96 milhões de reais).
Logo na sua estreia, marcou um belo gol de falta contra o Chelsea, mas não evitou a derrota por 3–1. Nos jogos seguintes, Robinho destacou-se ainda mais, foi um dos artilheiros da Premier League, marcou 14 gols e foi o principal destaque dos Citizens na temporada 2008–09. Porém, com a chegada do novo técnico, Roberto Mancini, o brasileiro apresentou uma visível queda em seu rendimento, acabou sendo sacado da equipe titular e, por algumas vezes, até do banco de reservas. Buscando recuperar seu bom futebol, o atacante acertou seu retorno ao Brasil e acabou sendo emprestado ao Santos, clube que o revelou, até agosto de 2010.

### Primeiro empréstimo ao Santos
No dia 28 de janeiro de 2010, foi acertado o empréstimo de Robinho ao Santos. O jogador estava insatisfeito no Manchester City, onde não tinha vaga garantida no time titular e era constantemente substituído nas partidas. Ele teve propostas do São Paulo e do Benfica, mas preferiu retornar ao Santos, visando uma vaga na Seleção Brasileira para a disputa da Copa do Mundo FIFA de 2010.[carece de fontes?]
Aprovado em todos os exames médicos e testes físicos, Robinho estreou contra um dos maiores rivais do Santos, o São Paulo, no clássico conhecido como San-São, válido pelo Campeonato Paulista. Entrando no segundo tempo da partida, até então empatada em 1–1, Robinho marcou o gol da vitória santista, de letra. Sua segunda passagem pelo Santos foi vitoriosa, resultando em dois títulos: Campeonato Paulista e Copa do Brasil. A última partida durante esta passagem foi exatamente a final da Copa do Brasil, contra o Vitória, em 4 de agosto de 2010. Apesar da derrota por 2–1 em Salvador, o Santos sagrou-se campeão do torneio por ter vencido a partida de ida pelo placar de 2–0.

### Milan
Sem espaço após seu retorno ao Manchester City, no dia 31 de agosto de 2010, assinou contrato por quatro temporadas com o Milan, custando 18 milhões de euros (40 milhões de reais) ao clube italiano, menos da metade do valor que o Manchester City havia pago para contratá-lo dois anos antes. Robinho recebeu a camisa de número 70 no clube italiano, visto que a 7 já estava ocupada pelo também brasileiro Alexandre Pato.[carece de fontes?]
Marcou seu primeiro gol com a equipe italiana na vitória sobre o Chievo por 3–1, após assistência de Ronaldinho Gaúcho. Este jogo por sinal, foi acompanhado pelo então técnico da Seleção Brasileira, Mano Menezes. Robinho também esteve em campo no jogo que marcou a conquista do Campeonato Italiano, o 18° Scudetto da equipe foi conquistado em confronto contra a Roma. O jogo terminou 0–0, e contou com uma bola na trave do atacante brasileiro. No jogo seguinte, uma semana depois, Robinho anotou mais dois gols na goleada do Rossoneri sobre o Cagliari em pleno San Siro lotado. Esta foi a primeira vez em que a torcida pode assistir a uma partida de seu time, já como campeão, e festejar o Scudetto ao lado dos jogadores.

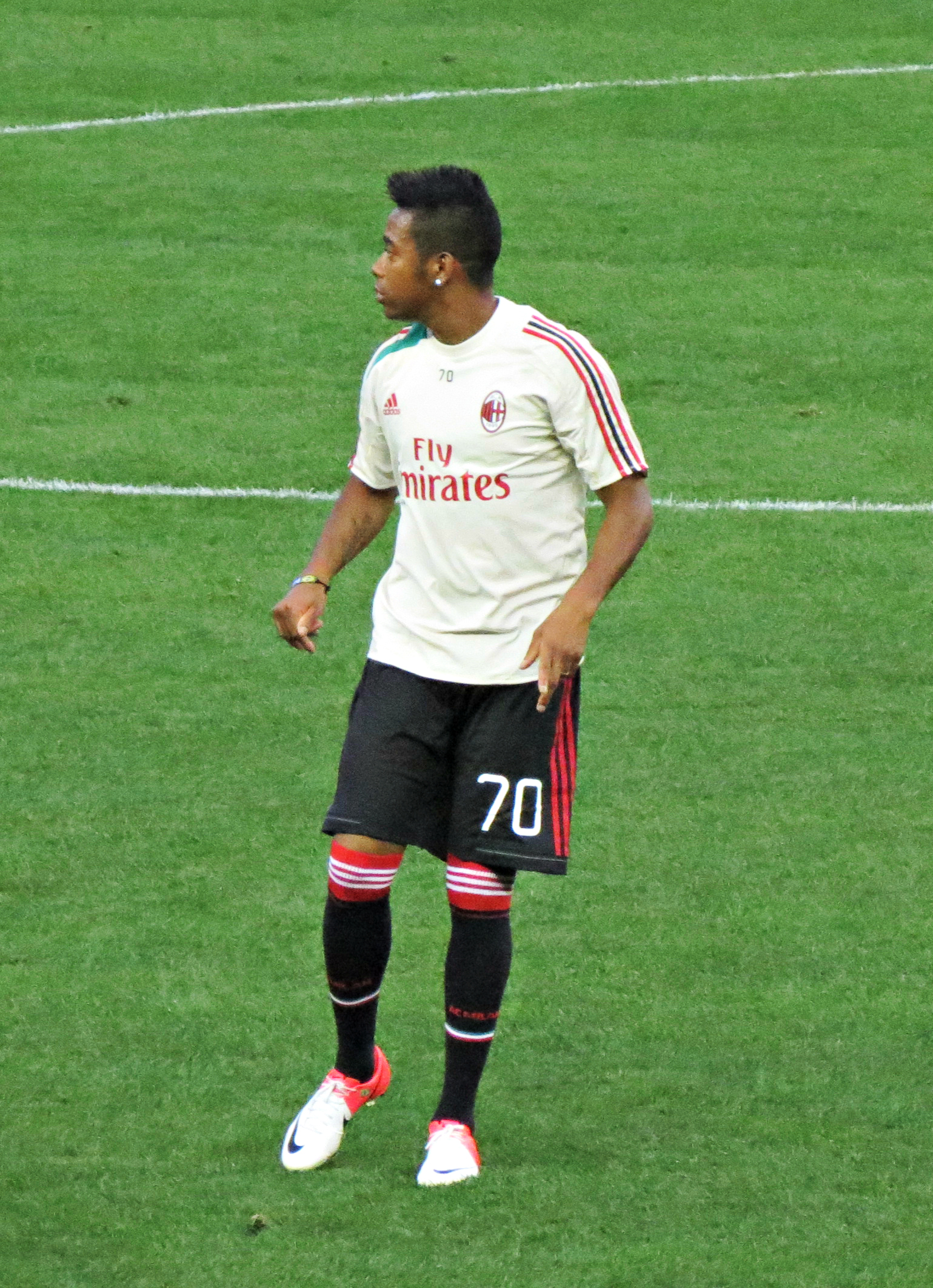
Robinho atuando pelo Milan em 2012

Em setembro de 2012, o São Paulo começou a negociar com o jogador para que pudesse substituir o meia Lucas Moura, que havia sido vendido ao Paris Saint-Germain. No entanto, a negociação não evoluiu, pois contou com muita relutância do jogador em ir para um dos maiores rivais do clube que torce e tem muita identificação, o Santos. Apesar dos rumores de que o atacante jogaria em clubes brasileiros, o presidente rossonero, Silvio Berlusconi, admitiu que por sua importância em campo e no vestiário, se esforçaria para manter Robinho na Itália. A vontade de voltar ao Brasil na intenção de ter mais visibilidade do treinador da Seleção Brasileira, sonhando com uma vaga para a Copa do Mundo FIFA de 2014 fez despertar mais ainda o interesse dos clubes do Brasil, sendo que o Santos, time que o revelou, foi o primeiro a fazer uma proposta concreta ao jogador; ainda assim, a negociação acabou sendo recusada pelo Milan. Em novembro, Robinho chegou a declarar que tinha vontade de atuar pelo Flamengo. Ao saber disso, o clube carioca enviou um dos seus empresários até a Itália para iniciar as negociações com o jogador.
No dia 8 de maio de 2013, teve boa atuação e deu duas assistências na goleada por 4–0 sobre o Pescara, dando passes para os gols de Sulley Muntari e Mathieu Flamini. Já no dia 5 de julho, na apresentação do novo patrocinador do Milan, a Banca Poppolare di Milano, o presidente do clube, Adriano Galliani, confirmou a possibilidade de saída do atacante brasileiro. Segundo o dirigente: "Ontem à noite enviamos nossa última proposta ao Santos, e o jogador já aceitou uma redução do seu salário".
No entanto, após atritos com o presidente santista Luis Álvaro de Oliveira Ribeiro, que atribuiu a não transferência do atacante ao clube em razão de uma vontade sua em não reduzir seus vencimentos, o brasileiro, de quebra, ainda renovou seu vínculo com o Milan até 2016 e espera "que este seja o meu ano e o do Milan. Esse ano será importante para mim, até tem a Copa do Mundo, que será disputada no meu país. Já disse que o Milan é o tipo de clube que você pode jogar por 10 anos."

### Segundo empréstimo ao Santos
Após várias negociações, o retorno de Robinho ao Santos enfim foi anunciado oficialmente no dia 5 de agosto de 2014, com o atacante assinando por empréstimo.
Reestreou pelo Peixe jogando na Vila Belmiro diante do rival Corinthians, mas acabou saindo derrotado por 1–0 em partida válida pelo Campeonato Brasileiro. Diante do Londrina, em partida válida pela Copa do Brasil, marcou pela primeira vez em sua terceira passagem pelo Santos e ainda deu o passe para o gol de Rildo, no fim o Peixe venceu por 2–0. Contra o Coritiba, na vitória por 2–1, marcou um belo gol de cobertura após receber assistência de Gabigol. Já no dia 1 de outubro, Robinho passou da marca de 100 gols pelo Santos após marcar duas vezes diante do Botafogo, em partida válida pela Copa do Brasil, e assim chegou a marca de 101 gols pelo time alvinegro.
Em 2015, com a saída de Edu Dracena para o Corinthians, Robinho voltou a ser o capitão do Santos. Contra a Portuguesa, em partida válida pelo Campeonato Paulista, marcou duas vezes e se tornou o segundo maior artilheiro da história santista depois da Era-Pelé, superando Serginho Chulapa. O atacante voltou a marcar duas vezes na goleada por 4–2 diante do Linense, em partida válida pelo Campeonato Paulista. Em março, sagrou-se campeão do Campeonato Paulista após o Santos vencer o Palmeiras nos pênaltis. O título foi algo inédito para Robinho, pois pela primeira vez consagrou-se campeão na Vila Belmiro.
Seu contrato terminou em 30 de junho de 2015 e o jogador tendo propostas do exterior preferiu não renovar seu contrato com o Peixe.

### Guangzhou Evergrande
Em 16 de julho de 2015, Robinho acertou a sua ida para o Guangzhou Evergrande, da China, assinando um curto contrato válido por seis meses.

### Atlético Mineiro
No dia 11 de fevereiro de 2016, o presidente do Atlético Mineiro, Daniel Nepomuceno, anunciou, via Twitter, a contratação de Robinho. O jogador assinou um contrato de duas temporadas com o Galo, com parte de seu salário sendo bancada pela Dryworld, a fornecedora de material esportivo do clube daquela época. Estreou na partida da Libertadores da América contra o Independiente Del Valle, do Equador, onde entrou no decorrer da partida.
Em sua terceira partida fez um hat-trick na vitória por 4–1 contra a Tombense pelo Campeonato Mineiro. Robinho voltou a fazer um hat-trick no dia 2 de abril, na goleada por 7–2 diante do Vila Nova-MG, no Estádio Mineirão. Coroando sua excelente temporada de estreia com a camisa do Galo, Robinho foi premiado com a Bola de Prata, sendo eleito para o ataque da seleção do Brasileirão 2016. O jogador também terminou a temporada como o maior goleador do Brasil, com 25 gols, que lhe valeram o Prêmio Arthur Friendenreich.
No dia 13 de abril de 2017, Robinho marcou o primeiro tento da vitória atleticana por 5–2 sobre o Sport Boys-BOL, se tornando o brasileiro em atividade com mais gols na Libertadores. Foi o 16º dele — igualando-se a Zico e Jardel, também com 16 gols na competição continental, e ultrapassando Leandro Damião, que continua com 15.
Na finalíssima do Campeonato Mineiro de 2017, o atacante fez um belo jogo e marcou o primeiro gol, que abriu a contagem da vitória atleticana por 2–1 sobre o arquirrival Cruzeiro, que valeu ao Galo seu 44º título estadual. Depois do Campeonato Mineiro, Robinho viveu uma péssima fase no Atlético, ficando mais de 15 jogos sem balançar as redes. No dia 6 de agosto, numa partida contra o Grêmio, válida pelo Campeonato Brasileiro, o atacante perdeu um pênalti, batendo bem fraco no meio do gol, para a defesa do goleiro Paulo Victor. Após muito tempo sem marcar, Robinho desencantou no dia 1 de outubro, contra o Atlético Paranaense, na Arena da Baixada, marcando dois gols decisivos na vitória por 2–0 pelo Brasileirão.
Em seu centésimo jogo pelo Galo, o jogador se envolveu em uma polêmica ao brigar com o volante Moisés Ribeiro, da Chapecoense, durante a partida realizada no Horto. Robinho pedalou e arregalou os olhos para o zagueiro Douglas Grolli. Entendendo essa atitude como provocação, Moisés se desentendeu com o atleticano. Robinho o provocou dizendo: "Aonde? Aonde que você jogou?" O Atlético perdeu por 3–2 e o atacante foi bastante criticado por parte da imprensa. Na rodada seguinte, na vitória de 3–1 contra o Cruzeiro, Robinho teve boa atuação e marcou dois gols.
No dia 31 de dezembro de 2017, com o fim de seu contrato e sem chegar a um acordo pela renovação, Robinho deixou o Atlético. No total, disputou 109 partidas e marcou 38 gols pelo clube.

### Sivasspor
No dia 22 de janeiro de 2018, assinou por uma temporada e meia com o Sivasspor, da Turquia.

### İstanbul Başakşehir
No dia 27 de dezembro de 2018, foi anunciada a contratação de Robinho pelo İstanbul Başakşehir até o fim da temporada 2019–20. Com a equipe, ele conquistou a Süper Lig de 2019–20, o primeiro título de elite da história do clube.
Em 7 de agosto de 2020, Robinho não teve seu contrato renovado e ficou livre no mercado.

### Retorno em definitivo ao Santos
No dia 10 de outubro de 2020, ignorando uma condenação por estupro, o Santos anunciou o retorno de Robinho. Ele assinou um contrato de cinco meses, até o final do Campeonato Brasileiro, com opção de renovação até o fim de 2022. No que seria a sua quarta passagem pelo Peixe, o atacante recebeu a sua favorita camisa 7, cedida pelo então dono Carlos Sánchez.
O anúncio, no entanto, teve repercussão negativa entre diversos setores, já que Robinho havia sido condenado por estupro na Itália. Patrocinadores do Santos ameaçaram romper com o clube caso a contratação fosse mantida. Em 16 de outubro, seis dias após o acerto, o Santos anunciou a suspensão do contrato de Robinho.

### Aposentadoria
No dia 4 de julho de 2022, aos 38 anos, o jogador anunciou oficialmente sua aposentadoria do futebol. Sem atuar desde 2020, Robinho confirmou que abandonou a carreira depois da condenação recebida pelo caso de estupro na Itália.

## Seleção Nacional

### Primeiros anos
Robinho, já se destacando no cenário nacional, começou a ser convocado para a Seleção Brasileira em julho de 2003. O atacante participou da Copa Ouro da CONCACAF daquele ano, que a CBF utilizou para testar jogadores pensando na fase de classificação para os Jogos Olímpicos de Atenas. O jovem teve um bom desempenho no torneio, levando o Brasil até a final, mas a Seleção Canarinha ficou com o vice após perder para o México. Já em 2004, Robinho fez parte da equipe que não conseguiu a sonhada classificação para os Jogos Olímpicos de Atenas.
No entanto, um ano depois, formou dupla de ataque com Adriano na Copa das Confederações FIFA de 2005 e fez parte da bela campanha brasileira na competição. Com isso, foi um dos 23 convocados pelo técnico Carlos Alberto Parreira para a Copa do Mundo FIFA de 2006.

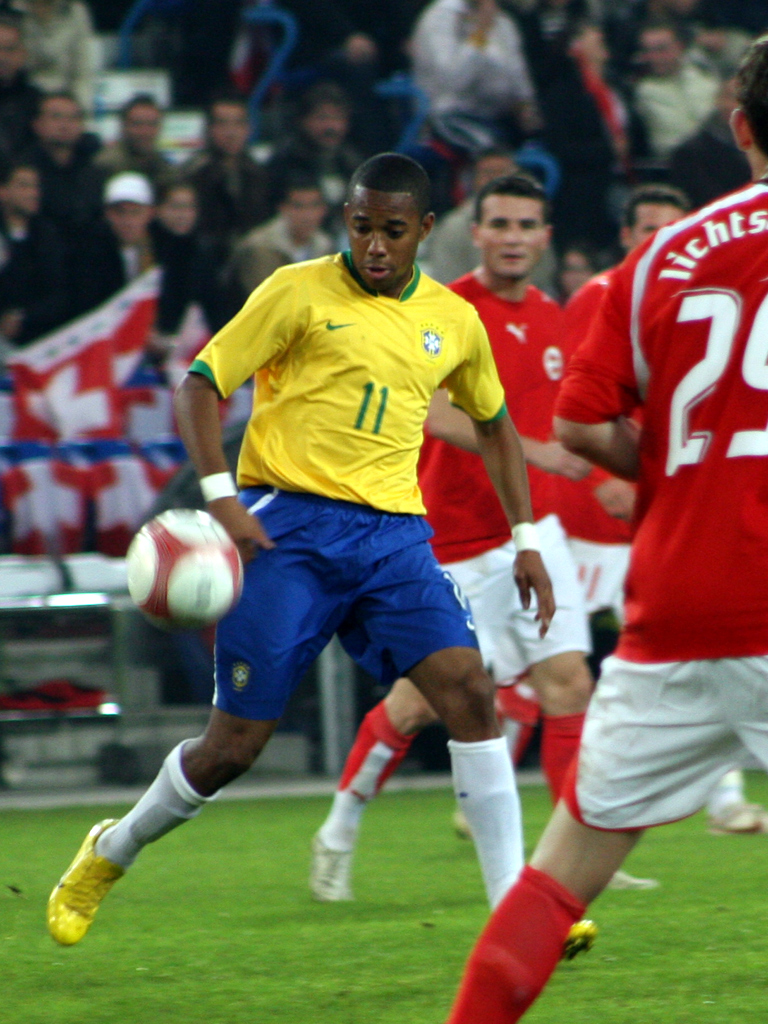
Robinho atuando contra a Suíça em 2006

### Copa do Mundo de 2006
Na competição realizada na Alemanha, Robinho foi reserva de Ronaldo e Adriano. Na estreia da Seleção Brasileira contra a Seleção Croata, substituiu Ronaldo aos 24 minutos do 2º tempo e realizou a sua primeira partida numa Copa do Mundo FIFA. Na terceira partida da fase de grupos, contra o Japão, o atacante foi titular pois Parreira planejava evitar o desgaste físico dos jogadores e também evitar que os titulares 'pendurados' corressem o risco de ficarem suspensos após o término da primeira fase. Assim, Robinho teve boa atuação na goleada por 4–1, em jogo realizado no Signal Iduna Park. O atacante ainda disputou os jogos contra a Austrália e França, entrando aos 27 e 34 minutos do segundo tempo – respectivamente. Na eliminação diante da França, muitos torcedores criticaram o técnico Parreira por ter demorado a colocar Robinho em campo. O treinador alegou que Robinho vinha se recuperando de lesão, apesar de ter sido liberado pelo departamento médico.

### Copa América de 2007
Após o fim da temporada 2006–07 da La Liga (Campeonato Espanhol), Robinho foi convocado para Copa América pelo técnico Dunga. Quando Kaká e Ronaldinho Gaúcho pediram dispensa da Amarelinha, o atacante do Real Madrid surgiu como a maior estrela do time na competição.
Titular na estreia, no dia 27 de junho, Robinho não conseguiu evitar a derrota por 2–0 para o México, em jogo realizado no Polideportivo Cachamay. Já na segunda partida, mesmo com o Brasil chegando desacreditado, o atacante marcou três gols na vitória de 3–0 contra o Chile, iniciando assim a sua bela campanha. Ao final da competição, com vitória brasileira por 3–0 na final contra a Argentina, o atacante recebeu dois prêmios: o de artilheiro, com seis gols, e o de Melhor Jogador da Copa América.
Dois anos depois, Robinho foi titular nos cinco jogos da Seleção na Copa das Confederações de 2009, competição conquistada pelo Brasil.

### Copa do Mundo de 2010

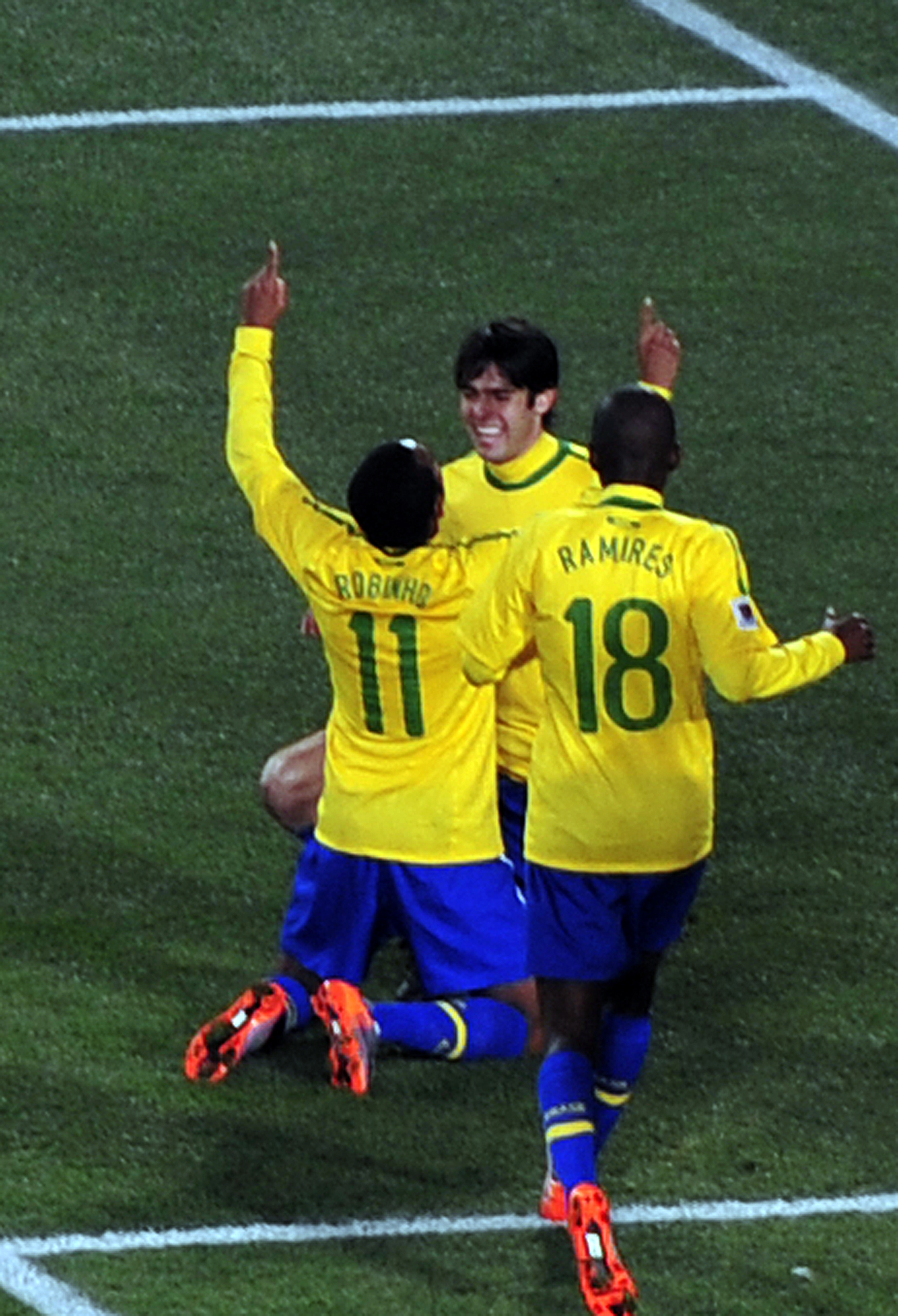
Robinho comemorando um gol contra o Chile na Copa do Mundo de 2010

Convocado por Dunga no dia 11 de maio de 2010, Robinho foi titular em quatro dos cinco jogos da Seleção na Copa, ficando de fora apenas do empate em 0–0 contra Portugal, no Estádio Moses Mabhida, em jogo válido pela última rodada da fase de grupos. O atacante voltou a atuar no dia 28 de junho, contra o Chile, nas oitavas de final, e abriu o placar na vitória por 3–0. Robinho balançou as redes novamente no dia 2 de julho, diante da Holanda, mas não conseguiu evitar a derrota por 2–1 e a eliminação da Seleção Brasileira nas quartas de final da competição realizada na África do Sul.

### Era Mano Menezes
Mesmo após estar no elenco que saiu da Copa muito criticado, Robinho permaneceu sendo convocado, agora sob o comando de Mano Menezes. Nas primeiras partidas com o novo treinador, recebeu a faixa de capitão da equipe. Apesar de apresentar um futebol aquém do esperado, atuou como titular nos oito primeiros jogos disputados pela "nova" Seleção, e foi incluído na lista dos convocados para a Copa América de 2011, realizada no mês de julho. No torneio realizado na Argentina, a Seleção protagonizou um fiasco ao ser eliminada pelo Paraguai; após empate por 0–0 no tempo normal, o Brasil perdeu por 2–0 na disputa por pênaltis, tendo perdido todas as cobranças. Elano, Thiago Silva, André Santos e Fred desperdiçaram as quatro cobranças brasileiras, enquanto Robinho nem chegou a bater.

### Felipão e nova chance com a Seleção
No dia 31 de outubro de 2013, com a Seleção já sob o comando de Felipão, Robinho, depois de um hiato de dois anos, voltou a ser convocado. Reacendendo a possibilidade de estar presente em sua terceira Copa do Mundo, o milanista fez parte do grupo que jogou os amistosos diante de Honduras e Chile, nos dias 16 e 19 de novembro, respectivamente.

### Fora da Copa do Mundo de 2014
Ficou de fora da Copa do Mundo FIFA de 2014, mesmo presenciando os dois últimos amistosos antes da estreia do torneio. Um dos motivos de ficar de fora da lista de 23 atletas que iriam para o mundial foi por conta de estar, na época, no banco de reservas do Milan, clube que vinha tendo pouco prestígio no cenário do futebol mundial.

### Nova chance com Dunga

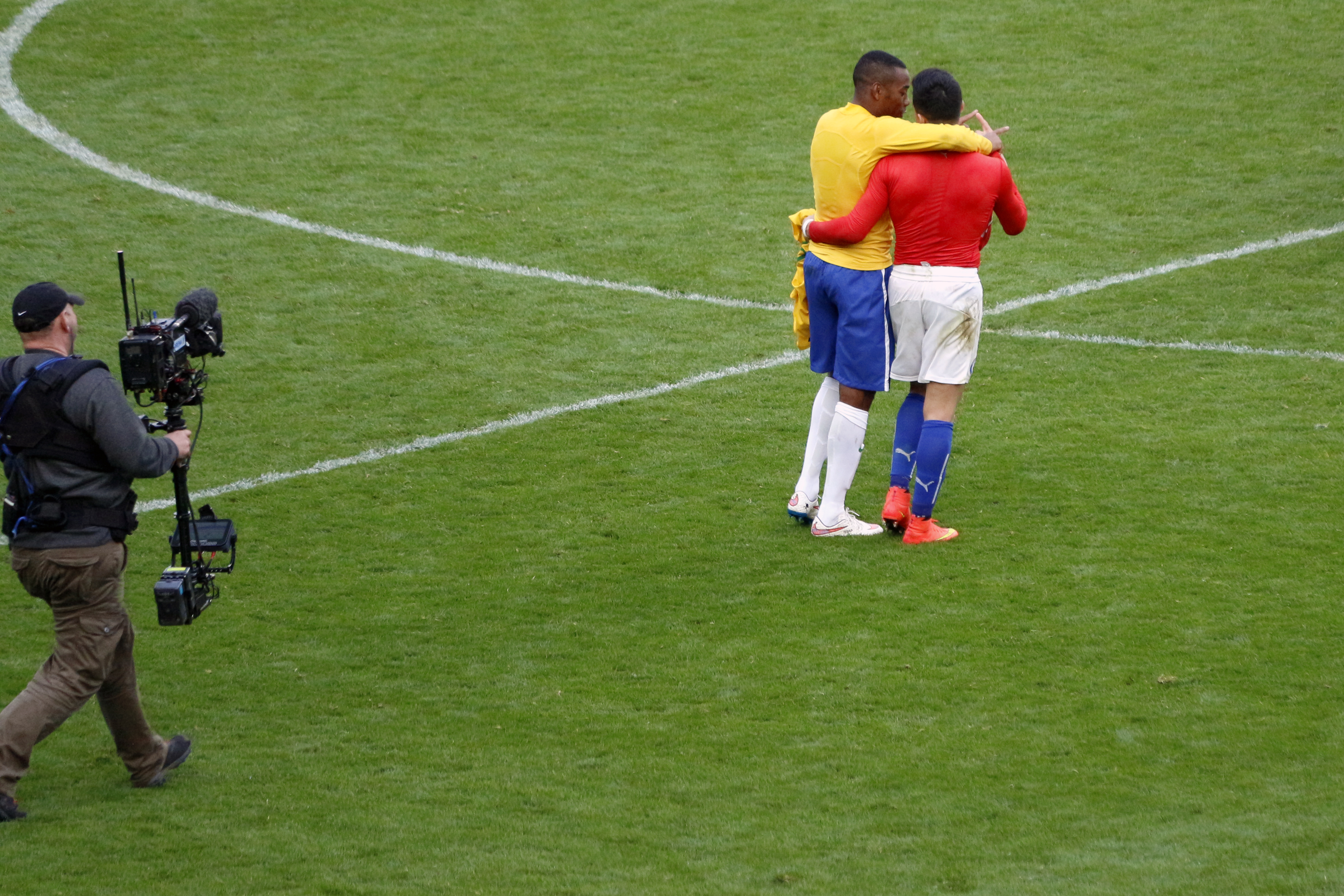
Robinho na Copa América de 2015, ao lado do chileno Alexis Sánchez

Robinho teve, novamente, mais chances com o técnico Dunga, que havia assumido a Seleção Brasileira após o fracasso na Copa de 2014. Assim, Robinho foi convocado para a Copa América de 2015 por conta de uma lesão do atacante Hulk. Após muito tempo, voltou a balançar a rede pela amarelinha no empate em 1–1 contra o Paraguai, em partida marcada por mais uma eliminação do Brasil nos pênaltis.

### Era Tite
Após o grande ano de 2016 no Atlético Mineiro, Robinho foi convocado pelo técnico Tite no início de 2017, para um amistoso beneficente contra a Colômbia, em homenagem às vítimas do acidente com o avião da Chapecoense. Titular na partida realizada no dia 25 de janeiro, no Engenhão, Robinho teve atuação discreta e foi substituído por Diego no segundo tempo. O Brasil acabou vencendo por 1–0, com o gol sendo marcado por Dudu.
No total, o atacante atuou em 100 jogos e marcou 28 gols pela Seleção Brasileira. Ele é o maior artilheiro do Brasil contra o Chile, com nove gols marcados no confronto.

## Vida pessoal
Em julho de 2009, casou-se com Vivian Guglielmetti, com quem manteve um relacionamento durante 11 anos antes de se casar. A cerimônia aconteceu no Guarujá, litoral de São Paulo, e contou com a presença de Kaká, do técnico Dunga e de outros companheiros do Santos. Juntos, o casal teve três filhos: Robson Júnior, Gianluca e Giulia.

### Acusação de estupro na Inglaterra
Em janeiro de 2009, os jornais britânicos The Sun e The Times publicaram uma denúncia de uma suposta agressão sexual contra Robinho, que à época atuava no Manchester City, que teria ocorrido em um clube noturno de Leeds. Interrogado pela polícia de West Yorkshire, o atacante negou as acusações e ficou em liberdade sob fiança. Em abril daquele ano, a polícia local decidiu não dar continuidade ao caso e o jogador ficou livre dessa acusação.

## Condenação por estupro na Itália
Em outubro de 2014, o jornal italiano Corriere dello Sport divulgou reportagem sobre uma investigação da Justiça da Itália sobre um suposto caso de estupro coletivo envolvendo Robinho cometido em uma boate de Milão em 2013, quando ele ainda defendia o Milan. A informação inicial era de que a denunciante seria uma jovem de 18 anos de origem brasileira, mas na verdade se tratava de uma mulher albanesa de 22 anos. O crime teria acontecido em conjunto com outros cinco homens. Julgado à revelia, já que estava defendendo o Atlético Mineiro, Robinho acabou sendo condenado, em 2017, em primeira instância, a nove anos de prisão. No entanto, não foi cumprida a execução da pena de imediato, já que, sob a lei italiana, uma sentença só pode ser executada após a conclusão do processo de apelação.
Em 16 de outubro de 2020, o programa Globo Esporte revelou a transcrição de um grampo telefônico feito pela polícia italiana onde Robinho fala que "a mulher estava completamente bêbada", apesar de, durante o processo judicial, sempre ter dito que a relação havia sido consensual. Segundo o GE,  as "interceptações telefônicas realizadas contra os envolvidos ao longo da investigação foram cruciais para o veredito". No dia 10 de dezembro, a Corte de Apelação de Milão confirmou a sentença proferida em primeira instância, condenando o jogador a uma pena de nove anos de prisão.
Em 19 de janeiro de 2022, a Corte de Cassação de Roma, a última instância da justiça italiana, rejeitou o recurso apresentado por Robinho. Por ter transitado em julgado, a execução da sentença tornou-se obrigatória. Mas como a Constituição Brasileira não permite a extradição de brasileiros, a justiça italiana solicitou que o jogador cumpra a pena em uma penitenciária no Brasil. Segundo o atual tratado de cooperação jurídica penal entre Brasil e Itália, assinado em 2017, é possível a transferência da execução de pena da Itália para o Brasil e vice-versa.
Assim como o Brasil, a Itália possui tratados de cooperação jurídica penal com outros 100 países, além do bloco da União Europeia que independente de tratado apoia seus membros nestes casos. Caso Robinho viajasse para algum país com cooperação jurídica com a Itália (Estados Unidos, Argentina, Chile, China, Austrália, Coreia do Sul, Canadá e outros), também seria detido em solo estrangeiro. Existem alguns países que não possuem este tipo de tratado, são eles: Jamaica, Namíbia, Camboja, Emirados Árabes, Seychelles, Nepal, Belize, Madagascar, Malásia e Cabo Verde. Na época, também não foi descartada a possibilidade de introdução do Robinho na lista vermelha da INTERPOL.
Em novembro de 2022, Robinho participou de manifestações contra a vitória de Lula na eleição presidencial. O jogador estava acompanhado de Fábio Galan, apontado pela polícia italiana como um dos presentes na boate em Milão na data do estupro.
A partir de junho de 2023, o portal UOL, através do podcast UOL Esporte Histórias, divulgou uma série de áudios grampeados de Robinho pela justiça italiana e que foram usados para condená-lo na Itália. Nos áudios, o jogador admite que fez sexo com a mulher albanesa e diz que ela estava "extremamente embriagada", o que fez a justiça italiana entender que houve estupro.

### Cumprimento da pena no Brasil
No dia 20 de março de 2024, o Superior Tribunal de Justiça (STJ) determinou que Robinho cumpra a sentença de nove anos de prisão na Itália, sendo a execução da pena realizada no Brasil. Apesar do jogador ter recorrido ao Supremo Tribunal Federal (STF) por meio de um recurso extraordinário e impetrado um habeas corpus também no STF, o pedido foi negado pelo ministro Luiz Fux. Robinho foi preso no dia 21 de março em sua residência em Santos, onde foi levado para a sede da Polícia Federal. Após passar por uma audiência de custódia, Robinho foi levado para a Penitenciária Doutor José Augusto César Salgado em Tremembé, no interior de São Paulo, onde passou a cumprir a pena.
Em 5 de junho de 2024, o STJ determinou que Ricardo Falco, amigo de Robinho e que também foi condenado pela justiça italiana pelo estupro, também deveria cumprir a pena no Brasil. Dois dias depois, Falco se apresentou à Polícia Federal e foi preso.

## Estatísticas
Atualizadas até 13 de agosto de 2019

### Clubes
| Equipe               | Temporada | Campeonato nacional | Campeonato nacional | Copa nacional | Copa nacional | Copa da liga | Copa da liga | Competições continentais | Competições continentais | Outros torneios | Outros torneios | Total | Total |
| Equipe               | Temporada | Jogos               | Gols                | Jogos         | Gols          | Jogos        | Gols         | Jogos                    | Gols                     | Jogos           | Gols            | Jogos | Gols  |
| -------------------- | --------- | ------------------- | ------------------- | ------------- | ------------- | ------------ | ------------ | ------------------------ | ------------------------ | --------------- | --------------- | ----- | ----- |
| Santos               |           |                     |                     |               |               |              |              |                          |                          |                 |                 |       |       |
| 2001                 | 5         | 1                   | —                   | —             | —             | —            | —            | —                        | —                        | —               | 5               | 1     |       |
| 2002                 | 30        | 10                  | —                   | —             | —             | —            | —            | —                        | —                        | —               | 30              | 10    |       |
| 2003                 | 32        | 9                   | —                   | —             | —             | —            | 20           | 6                        | —                        | —               | 52              | 15    |       |
| 2004                 | 37        | 21                  | —                   | —             | —             | —            | 8            | 4                        | 10                       | 7               | 55              | 32    |       |
| 2005                 | 12        | 7                   | —                   | —             | —             | —            | 9            | 6                        | 14                       | 11              | 35              | 24    |       |
| Total                | 111       | 47                  | —                   | —             | —             | —            | 37           | 16                       | 24                       | 18              | 177             | 82    |       |
| Real Madrid          |           |                     |                     |               |               |              |              |                          |                          |                 |                 |       |       |
| 2005–06              | 37        | 8                   | 6                   | 4             | —             | —            | 8            | 0                        | —                        | —               | 51              | 12    |       |
| 2006–07              | 32        | 6                   | 4                   | 1             | —             | —            | 7            | 1                        | —                        | —               | 43              | 8     |       |
| 2007–08              | 32        | 11                  | 2                   | 0             | —             | —            | 6            | 4                        | 2                        | 0               | 42              | 15    |       |
| 2008–09              | —         | —                   | —                   | —             | —             | —            | —            | —                        | 1                        | 0               | 1               | 0     |       |
| Total                | 101       | 25                  | 12                  | 5             | —             | —            | 21           | 5                        | 3                        | 0               | 137             | 35    |       |
| Manchester City      |           |                     |                     |               |               |              |              |                          |                          |                 |                 |       |       |
| 2008–09              | 31        | 14                  | 0                   | 0             | 0             | 0            | 10           | 1                        | —                        | —               | 41              | 15    |       |
| 2009–10              | 10        | 0                   | 1                   | 1             | 1             | 0            | —            | —                        | —                        | —               | 12              | 1     |       |
| Total                | 41        | 14                  | 1                   | 1             | 1             | 0            | 10           | 1                        | —                        | —               | 53              | 16    |       |
| Santos (emp.)        |           |                     |                     |               |               |              |              |                          |                          |                 |                 |       |       |
| 2010                 | 2         | 0                   | 8                   | 6             | —             | —            | —            | —                        | 12                       | 5               | 22              | 11    |       |
| Total                | 2         | 0                   | 8                   | 6             | —             | —            | —            | —                        | 12                       | 5               | 22              | 11    |       |
| Milan                |           |                     |                     |               |               |              |              |                          |                          |                 |                 |       |       |
| 2010–11              | 34        | 14                  | 4                   | 1             | —             | —            | 7            | 0                        | —                        | —               | 45              | 15    |       |
| 2011–12              | 28        | 6                   | 3                   | 1             | —             | —            | 8            | 3                        | 1                        | 0               | 40              | 10    |       |
| 2012–13              | 23        | 2                   | 1                   | 0             | —             | —            | 3            | 1                        | —                        | —               | 27              | 2     |       |
| 2013–14              | 23        | 3                   | 2                   | 1             | —             | —            | 7            | 1                        | —                        | —               | 32              | 5     |       |
| Total                | 108       | 25                  | 10                  | 3             | —             | —            | 25           | 5                        | 1                        | 0               | 144             | 32    |       |
| Santos (emp.)        | 2014      | 16                  | 4                   | 5             | 5             | —            | —            | 0                        | 0                        | —               | —               | 21    | 9     |
| Santos (emp.)        | 2015      | 4                   | 2                   | 3             | 1             | —            | —            | —                        | —                        | 13              | 5               | 20    | 8     |
| Santos (emp.)        | Total     | 11                  | 6                   | 8             | 6             | —            | —            | —                        | —                        | 13              | 5               | 41    | 17    |
| Guangzhou Evergrande | 2015      | 9                   | 3                   | 0             | 0             | —            | —            | 1                        | 0                        | —               | —               | 10    | 3     |
| Guangzhou Evergrande | Total     | 9                   | 3                   | 0             | 0             | —            | —            | 1                        | 0                        | —               | —               | 10    | 3     |
| Atlético Mineiro     | 2016      | 30                  | 12                  | 8             | 3             | —            | —            | 7                        | 1                        | 10              | 9               | 55    | 25    |
| Atlético Mineiro     | 2017      | 30                  | 7                   | 4             | 1             | —            | —            | 7                        | 2                        | 13              | 3               | 54    | 13    |
| Atlético Mineiro     | Total     | 60                  | 19                  | 12            | 4             | —            | —            | 14                       | 3                        | 23              | 12              | 109   | 38    |
| Sivasspor            | 2017–18   | 14                  | 4                   | —             | —             | —            | —            | —                        | —                        | —               | —               | 14    | 4     |
| Sivasspor            | 2018–19   | 16                  | 8                   | 0             | 0             | 0            | 0            | 0                        | 0                        | 0               | 0               | 16    | 8     |
| Sivasspor            | Total     | 30                  | 12                  | 0             | 0             | —            | —            | 0                        | 0                        | 0               | 0               | 30    | 12    |
| İstanbul Başakşehir  | 2018–19   | 18                  | 4                   | —             | —             | —            | —            | —                        | —                        | —               | —               | 18    | 4     |
| İstanbul Başakşehir  | 2019–20   | 0                   | 0                   | 0             | 0             | 0            | 0            | 2                        | 0                        | 0               | 0               | 25    | 0     |
| İstanbul Başakşehir  | Total     | 18                  | 4                   | 0             | 0             | 0            | 0            | 2                        | 0                        | 0               | 0               | 43    | 4     |
|                      | Total     | 491                 | 155                 | 43            | 25            | 1            | 0            | 110                      | 30                       | 76              | 40              | 766   | 250   |

¹Em outros, incluindo o Campeonato Paulista e o Mineiro

### Seleção Brasileira
| Ano   |       |      |
| Ano   | Jogos | Gols |
| ----- | ----- | ---- |
| 2003  | 5     | 0    |
| 2004  | 1     | 0    |
| 2005  | 11    | 5    |
| 2006  | 10    | 0    |
| 2007  | 17    | 6    |
| 2008  | 11    | 5    |
| 2009  | 12    | 3    |
| 2010  | 11    | 6    |
| 2011  | 7     | 1    |
| 2012  | 0     | 0    |
| 2013  | 2     | 1    |
| 2014  | 3     | 0    |
| 2015  | 4     | 1    |
| 2016  | 0     | 0    |
| 2017  | 1     | 0    |
| Total | 100   | 28   |

|     | Data                    | Local                          | Adversário     | Placar | Resultado | Competição                     |
| --- | ----------------------- | ------------------------------ | -------------- | ------ | --------- | ------------------------------ |
| 1.  | 9 de fevereiro de 2005  | Hong Kong, China               | Hong Kong      | 1–7    | Vitória   | Amistoso                       |
| 2.  | 5 de junho de 2005      | Porto Alegre, Brasil           | Paraguai       | 4–1    | Vitória   | Elim. Copa do Mundo de 2006    |
| 3.  | 16 de junho de 2005     | Leipzig, Alemanha              | Grécia         | 3–0    | Vitória   | Copa das Confederações de 2005 |
| 4.  | 22 de junho de 2005     | Colônia, Alemanha              | Japão          | 2–2    | Empate    | Copa das Confederações de 2005 |
| 5.  | 4 de setembro de 2005   | Brasília, Brasil               | Chile          | 5–0    | Vitória   | Elim. Copa do Mundo de 2006    |
| 6.  | 1 de julho de 2007      | Maturín, Venezuela             | Chile          | 3–0    | Vitória   | Copa América de 2007           |
| 7.  | 1 de julho de 2007      | Maturín, Venezuela             | Chile          | 3–0    | Vitória   | Copa América de 2007           |
| 8.  | 1 de julho de 2007      | Maturín, Venezuela             | Chile          | 3–0    | Vitória   | Copa América de 2007           |
| 9.  | 4 de julho de 2007      | Puerto la Cruz, Venezuela      | Equador        | 1–0    | Vitória   | Copa América de 2007           |
| 10. | 7 de julho de 2007      | Puerto la Cruz, Venezuela      | Chile          | 6–1    | Vitória   | Copa América de 2007           |
| 11. | 7 de julho de 2007      | Puerto la Cruz, Venezuela      | Chile          | 6–1    | Vitória   | Copa América de 2007           |
| 12. | 6 de fevereiro de 2008  | Dublin, República da Irlanda   | Irlanda        | 0–1    | Vitória   | Amistoso                       |
| 13. | 31 de maio de 2008      | Seattle, Estados Unidos        | Canadá         | 3–2    | Vitória   | Amistoso                       |
| 14. | 7 de setembro de 2008   | Santiago, Chile                | Chile          | 0–3    | Vitória   | Elim. Copa do Mundo de 2010    |
| 15. | 10 de outubro de 2008   | San Cristóbal, Venezuela       | Venezuela      | 0–4    | Vitória   | Elim. Copa do Mundo de 2010    |
| 16. | 10 de outubro de 2008   | San Cristóbal, Venezuela       | Venezuela      | 0–4    | Vitória   | Elim. Copa do Mundo de 2010    |
| 17. | 10 de fevereiro de 2009 | Londres, Inglaterra            | Itália         | 2–0    | Vitória   | Amistoso                       |
| 18. | 10 de junho de 2009     | Recife, Brasil                 | Paraguai       | 2–1    | Vitória   | Elim. Copa do Mundo de 2010    |
| 19. | 18 de junho de 2009     | Pretória, África do Sul        | Estados Unidos | 3–0    | Vitória   | Copa das Confederações de 2009 |
| 20. | 2 de março de 2010      | Londres, Inglaterra            | Irlanda        | 2–0    | Vitória   | Amistoso                       |
| 21. | 2 de junho de 2010      | Harare, Zimbábue               | Zimbabwe       | 0–3    | Vitória   | Amistoso                       |
| 22. | 7 de junho de 2010      | Dar es Salaam, Tanzânia        | Tanzânia       | 1–5    | Vitória   | Amistoso                       |
| 23. | 7 de junho de 2010      | Dar es Salaam, Tanzânia        | Tanzânia       | 1–5    | Vitória   | Amistoso                       |
| 24. | 28 de junho de 2010     | Joanesburgo, África do Sul     | Chile          | 3–0    | Vitória   | Copa do Mundo de 2010          |
| 25. | 2 de julho de 2010      | Porto Elizabeth, África do Sul | Países Baixos  | 1–2    | Derrota   | Copa do Mundo de 2010          |
| 26. | 10 de agosto de 2011    | Stuttgart, Alemanha            | Alemanha       | 3–2    | Derrota   | Amistoso                       |
| 27. | 19 de novembro de 2013  | Toronto, Canadá                | Chile          | 2–1    | Vitória   | Amistoso                       |
| 28. | 27 de junho de 2015     | Concepción, Chile              | Paraguai       | 1–1    | Empate    | Copa América de 2015           |

## Títulos
Santos
- Campeonato Brasileiro: 2002 e 2004
- Campeonato Paulista: 2010 e 2015
- Copa do Brasil: 2010

Real Madrid
- La Liga: 2006–07 e 2007–08
- Supercopa da Espanha: 2008

Milan
- Serie A: 2010–11
- Supercopa da Itália: 2011
- Troféu Luigi Berlusconi: 2011

Guangzhou Evergrande
- Superliga Chinesa: 2015

Atlético Mineiro
- Campeonato Mineiro: 2017

İstanbul Başakşehir
- Süper Lig: 2019–20

Seleção Brasileira
- Copa das Confederações FIFA: 2005 e 2009
- Copa América: 2007
- Superclássico das Américas: 2014

### Prêmios individuais
- Bola de Prata: 2002, 2003, 2004 e 2016
- Melhor Jogador do Brasil: 2002
- Bola de Ouro: 2004
- Melhor Jogador do Brasil: 2004 - segundo colocado
- Melhor Jogador das Américas (El País): 2004 - terceiro colocado
- Melhor Jogador da América do Sul: 2004–05[121]
- Melhor jogador jovem do Mundo (World Soccer): 2005
- Melhor ponta-esquerda da Europa (European Sports Magazines): 2007[122]
- Seleção Ideal da Europa (European Sports Magazines): 2007[122]
- Melhor Jogador da Copa América: 2007
- Chuteira de Ouro da Copa América: 2007
- Seleção da Copa América: 2007
- Seleção do Campeonato Paulista: 2010[123] e 2015[124]
- Seleção do Campeonato Mineiro: 2016
- Craque do Campeonato Mineiro: 2016
- Prêmio Craque do Brasileirão – Melhor Atacante: 2016

### Artilharias
- Copa América: 2007 (6 gols)
- Campeonato Mineiro: 2016 (9 gols)
- Prêmio Arthur Friedenreich: 2016 (25 gols)